# Богданов Олександр Миколайович
Богданов Олександр Миколайович (нар. 24 листопада 1956) — Генеральний директор товариства «ДТЕК Ровенькиантрацит» (Луганська область), Герой України. Депутат Луганської обласної ради (з 2010).

## Біографія
Має вищу освіту, у 1981 році закінчив Донецький політехнічний інститут за спеціальністю інженер-механік.
З 11 березня 2010 року — в.о. Генерального директора, з вересня 2010 року — Генеральний директор товариства «ДТЕК Ровенькиантрацит».

## Нагороди
- Звання Герой України з врученням ордена Держави (22 серпня 2013) — за визначний особистий внесок у розвиток вітчизняної вугільної промисловості, зміцнення енергетичної безпеки держави, багаторічну самовіддану працю.[2]
- Заслужений шахтар України (27 серпня 2010) — за вагомий особистий внесок у зміцнення енергетичного потенціалу держави, багаторічну самовіддану шахтарську працю, високий професіоналізм та з нагоди 75-річчя стахановського руху і Дня шахтаря[3]
- Відзнака Президента України — ювілейна медаль «20 років незалежності України» (1 грудня 2011) — за вагомий особистий внесок у соціально-економічний і культурний розвиток України, вагомі досягнення у професійній діяльності, багаторічну сумлінну працю та з нагоди річниці підтвердження всеукраїнським референдумом 1 грудня 1991 року Акта проголошення незалежності України[4]
- Знак «Шахтарська слава» I (1991), II (1989) та III (1986) ст.
- Знак «Шахтарська доблесть» I (2003), II (2001) та III (2001) ст.